# 大阪ロマネスク
- SUPER EIGHT
  - KJ1 F・T・O > 大阪ロマネスク
  - ∞SAKAおばちゃんROCK/大阪ロマネスク > 大阪ロマネスク

『大阪ロマネスク』（おおさかロマネスク）は、関ジャニ∞の楽曲。2006年3月15日に1枚目のフル・アルバム『KJ1 F・T・O』の収録曲としてテイチクレコードから発売された。その後、同年6月7日に4枚目のシングル『∞SAKAおばちゃんROCK/大阪ロマネスク』としてシングルカットされた。公益財団法人大阪観光局の『大阪観光テーマソング』である。

## 概要
- 本曲は、大阪を舞台にしたラブソングとなっており[5]、自身のデビュー当時から披露されている楽曲である[6]。
- 曲題の元ネタは川内康範の作品集CD『昭和ロマネスク〜川内康範作品集』である[7]。
- 2004年、自身のワンマンライブ『関ジャニ∞ X'masパーティー2004』にて本曲が初披露された[8][注 2]。
- 2006年3月15日、1stアルバム『KJ1 F・T・O』の収録曲として発売された[2]。
  - 以下、同作収録バージョンは便宜上「大阪ロマネスク (アルバムver.)」とする。
- 同年6月7日、4thシングル『∞SAKAおばちゃんROCK/大阪ロマネスク』の表題曲2曲目「大阪ロマネスク [Single Version]」としてシングルカットされた[3]。
  - アルバムver.ではイントロが無いが、シングルバージョンではイントロが存在している。
- 2012年8月8日、デビュー8周年記念イベント『松原信一 presents すごはち』にて実施されたファン投票企画「Eighter's Request」にて本曲が1位を獲得した。
  - 同ランキングは「8月8日に関ジャニ∞に1曲だけ何を歌って欲しいか?」と言うアンケートを取り、同イベントにてランキング形式で発表された。
  - これらの様子は全て後述のアルバム『8EST』初回限定盤Aの特典DVDに収録されている。
- 同年10月17日、1stベストアルバム『8EST』にて、本曲の「Single Version」が収録された[9]。
  - 同バージョンがアルバムに収録されるのは初である。
- 2014年8月、デビュー10周年記念ライブ『十祭』にて実施されたファン投票企画「ハチフェス」のシングル曲部門にて本曲が1位を獲得した[10][5][注 3]。
- 2018年5月30日、2ndベストアルバム『GR8EST』にて、ヴァイオリニストの葉加瀬太郎をフィーチャリングゲストに迎え入れた、「大阪ロマネスク feat.葉加瀬太郎」として新録バージョンが収録された[11]。
  - 同バージョンの本曲が、当時メンバーの渋谷すばるが関ジャニ∞としてレコーディングした最後の曲となった[12]。
- 同年6月、自身が大阪観光シンボルキャラクターを務める公益財団法人大阪観光局の『大阪観光テーマソング』として起用された[4]。
- 同年7月8日、自身の冠番組であるテレビ朝日系『関ジャム 完全燃SHOW』にて、同日の放送が渋谷の関ジャニ∞として最後の活動である為、「7人で最後に披露したい曲」として挙げられた1曲として本曲が生披露された[5]。
- 2024年1月24日、YouTubeチャンネル『THE FIRST TAKE』に関ジャニ∞が2度目の出演を果たし、関ジャニ∞と親交の深いピアニストの清塚信也とのコラボレーションによるスペシャルアレンジで本曲が披露された[13][14]。
- 2024年2月21日、前述の『THE FIRST TAKE』での歌唱音源が配信限定シングル『大阪ロマネスク - From THE FIRST TAKE』として配信リリースされた[15][16][17]。
- 2025年7月9日、本曲を原案としたコミカライズ作品『大阪ロマネスク』が各電子書店にて配信された[18][19][20]。

## 各バージョン
- 大阪ロマネスク
  - 1stアルバム『KJ1 F・T・O』に収録された原曲。
- 大阪ロマネスク [Single Version]
  - 4thシングル『∞SAKAおばちゃんROCK/大阪ロマネスク』に収録されたシングルバージョン。
- 大阪ロマネスク feat.葉加瀬太郎
  - 2ndベストアルバム『GR8EST』に収録された新録バージョン。
  - ヴァイオリニスト・葉加瀬太郎がフィーチャリングゲストとして参加している。
- 大阪ロマネスク -Re:8EST edition-
  - 配信限定アルバム『関ジャニ∞のいろは』に収録された5人の再録バージョン[注 4]。
- 大阪ロマネスク - From THE FIRST TAKE
  - 配信限定シングルとしてリリースされて、YouTubeチャンネル『THE FIRST TAKE』出演時の歌唱音源[15][16][17]。

## チャート成績
- Billboard JAPAN
  - 2012年10月24日公開の「Billboard Japan Hot 100」で本曲が週間30位を獲得した[1]。
    - 1stアルバム『KJ1 F・T・O』やシングルカットされた4thシングル『∞SAKAおばちゃんROCK/大阪ロマネスク』の発売が、Billboard JAPANのチャート集計前だった為、同曲の発売から約6年越しに同チャートへの初ランクインとなった。

## クレジット
※各収録先のクレジットより。

### 作詞・作曲・編曲
大阪ロマネスク (アルバムver.)
大阪ロマネスク [Single Version]
- 作詞：相田毅
- 作曲：谷本新
- 編曲：ha-j

大阪ロマネスク feat.葉加瀬太郎
- 作詞：相田毅
- 作曲：谷本新
- 編曲：本間昭光
- バイオリン・ストリングスアレンジ：羽毛田丈史

### 参加ミュージシャン
大阪ロマネスク (アルバムver.)
- Drums：河村徹
- E.Bass：種子田健
- Guitar：知野芳彦
- Cho. Arrangement & Chorus：岩田雅之
- The Other Instruments：ha-j

大阪ロマネスク feat.葉加瀬太郎
- Violin：葉加瀬太郎
- Strings：今野均ストリングス
- Drums：玉田豊夢
- E.Bass：安達貴史
- A & E Guitar：鳥山雄司
- Percussion：坂井"Lambsy"秀彰
- Keyboards, other instruments：本間昭光

## タイアップ
- 公益財団法人大阪観光局『大阪観光テーマソング』[4]

## 収録作品

### アルバム
- 1stアルバム『KJ1 F・T・O』

※アルバムバージョンを収録。
- 1stベストアルバム『8EST』

※シングルバージョンを収録。
- 2ndベストアルバム『GR8EST』

※新録バージョン「大阪ロマネスク feat.葉加瀬太郎」を収録。
- 配信限定アルバム『関ジャニ∞のいろは』

※5人の再録バージョンおよびシングルバージョンおよび1ハーフバージョンを収録。
- 配信限定アルバム『関ジャニ∞のいろは2023』

※5人の再録バージョンおよびシングルバージョンおよび1ハーフバージョンを収録。

### シングル
- 4thシングル『∞SAKAおばちゃんROCK/大阪ロマネスク』

※シングルバージョンを収録。
- 24thシングル『涙の答え』（通常盤 初回プレス分）

※リミックス音源のメドレーの1曲として収録。
- 配信限定シングル『大阪ロマネスク - From THE FIRST TAKE』

※5人体制で出演したYouTubeチャンネル『THE FIRST TAKE』の歌唱音源を収録。

### 映像作品

#### ライブ映像
- 2ndライブDVD『Spirits!!』
- 3rdライブDVD『Heat up!』
- 4thライブDVD『47』
- 6thライブDVD『COUNTDOWN LIVE 2009-2010 in 京セラドーム大阪』
- 7thライブDVD/Blu-ray『KANJANI∞ LIVE TOUR 2010→2011 8UPPERS』
- 1stベストアルバム『8EST』（初回限定盤 特典DVD）
- 9thライブDVD/Blu-ray『KANJANI∞ LIVE TOUR!! 8EST 〜みんなの想いはどうなんだい?僕らの想いは無限大!!〜』

※初回限定盤の特典DVDにも収録。
- 11thライブDVD/Blu-ray『十祭』
- 18thライブDVD/Blu-ray『関ジャニ'sエイターテインメント GR8EST』
- 19thライブDVD/Blu-ray『十五祭』

※Blu-ray盤の特典Blu-rayにも収録。
- 20thライブDVD/Blu-ray『KANJANI'S Re:LIVE 8BEAT』
- 23rdライブBlu-ray/DVD『超ARENA TOUR 2024 SUPER EIGHT』（完（CAN）全生産限定盤 特典Blu-ray/DVD）
- 24thライブBlu-ray/DVD『超DOME TOUR 二十祭』

#### ミュージック・ビデオ
- 2ndベストアルバム『GR8EST』（完全限定豪華盤 特典DVD）

※本曲の新録バージョンのMVを収録。

## テレビ歌唱
※2015年以降のものを記述。
- ジャニーズカウントダウン 2015-2016（2015年12月31日、フジテレビ）[21][22]
- SONGS（2017年6月29日、NHK総合）[23]
- 関ジャム 完全燃SHOW（2018年7月8日、テレビ朝日）[5]
- 第2回 日・ASEAN音楽祭（2018年10月27日、NHK総合）[24]
- SONGS OF TOKYO Festival（2021年11月28日、NHKワールド JAPAN / 2022年1月3日、NHK総合）[25]

## THE FIRST TAKE
『大阪ロマネスク - From THE FIRST TAKE』（おおさかロマネスク フロム ザ・ファースト・テイク）は、SUPER EIGHTの楽曲。2024年2月21日にINFINITY RECORDSから配信限定シングルとして配信リリースされた。

### 概要（THE FIRST TAKE）
- 関ジャニ∞がグループ名を「SUPER EIGHT」に変更後、初の音楽作品[注 5]。
- 自身初の配信限定シングル[注 6]。
- 本曲は、2024年1月3日に出演したYouTubeチャンネル『THE FIRST TAKE』の歌唱音源である[15][16][17]。
- 楽曲披露の際には、関ジャニ∞と親交の深いピアニストの清塚信也とのフィーチャリングゲストとしてコラボレーションしており、清塚によるスペシャルアレンジで披露されたため[13][14]、本曲でも清塚のピアノ演奏が収録されている[15][16][17]。

### チャート成績（THE FIRST TAKE）
- オリコンチャート
  - 2024年2月21日付の「オリコンデイリー デジタルシングル（単曲）ランキング」で初登場8位を獲得した[26]。
- Billboard JAPAN
  - 2024年2月28日公開の「Billboard Japan Download Songs」で週間68位を獲得した[27]。

### 収録曲（THE FIRST TAKE）
1. 大阪ロマネスク - From THE FIRST TAKE - [5:16]
作詞：相田毅
作曲：谷本新

## 漫画
2025年7月9日には、J-POPと電子コミックの融合を掲げる新レーベルとして始動した『MUSIC COMIC LABELZ』（ミュージックコミックレーベルズ）の第1弾の一つとして、本曲を原案としたコミカライズ作品が各電子書店にて配信された。全3巻。
プロジェクト全体を通し、作品は「クライマックスで、原案元の楽曲がBGMとして盛り上がる」ということを意識し、「友情」「努力」「恋愛」が共通したテーマのオリジナルストーリーとして制作された。
同プロジェクトの実施を記念し、全国6店舗のタワーレコードカフェにて、物語からイメージしたオリジナルフードやドリンクの販売のほか、オリジナルグッズも販売する同プロジェクトとのコラボレーションカフェ『SUPER COMICS CAFE』が8月から10月にかけて開催予定。

### スタッフ
- 脚本家 - 兒玉宣勝[28]
- 画 - 夏八木遊[28]
- タイトルロゴ - 下上ニニ[28]
- キャラクターデザイン - 夏八木遊[28]
- 原案 - SUPER EIGHT『大阪ロマネスク』（作詞：相田毅、作曲：谷本新、編曲：ha-j）[28]